# Escuela Preparatoria San Diego
La Escuela Preparatoria San Diego (San Diego High School) es una escuela secundaria público urbana situada en el extremo sur del Parque Balboa, en San Diego, California. La escuela fue creada en 1882, e inicialmente llamada Russ High por el leñador Joseph Russ que se ofreció a donar la madera para construir la escuela. La escuela sirve para educar a un rápido crecimiento de la población estudiantil en San Diego. Para 1902 la escuela estaba repleta y se tuvo que construir una nueva escuela en el sitio original, abriendo el 13 de abril de 1907. El nuevo edificio diseñado por F.S. Allen de Pasadena, se asemejaba al de un castillo y posteriormente fue apodado, "El Castillo Gris". Debido a la legislación de California en la década de 1960, que exigía que todos los distritos escolares demolieran cualquier edificio escolar construido antes de 1933, por lo que el edificio del "Castillo de gris" tuvo que ser derribado en 1973 y el actual edificio fue inaugurado en 1976. Es una parte del Distrito Escolar Unificado de San Diego.

## Historia
El Estadio de Fútbol de San Diego High, el Balboa Stadium fue construido en 1914 para la Exposición Panamá-California de 1915. Y originalmente construido para tener una capacidad de 34.000 personas. Conforme pasaban los años el estadio se ha utilizado para dar cabida a conciertos de grandes figuras como los Beatles y Jimi Hendrix, o para la discursos de presidentes estadounidenses como Woodrow Wilson y Franklin Delano Roosevelt. De 1961-1966 fue el estadio de los San Diego Chargers, un equipo de fútbol americano de San Diego.
Actualmente San Diego High es la escuela más antigua del Distrito Escolar Unificado de San Diego, y una de las escuelas públicas más antiguas de California; la antigua continúa estando en el sitio original.
En 2004, San Diego High School fue dividida entre seis pequeños escuelas llamadas Complejo de Escuelas Especializadas de la Preparatoria San Diego, o el Complejo de la Preparatoria San Diego (The San Diego High Educational Complex).  Estas seis escuelas más pequeñas dentro de la escuela más grande escuela se centran en Estudios Internacionales, Medios de Comunicación, Artes Visuales y Escénicas; negocios, ciencias y tecnología, liderazgo, y comunicaciones internacionales.

## Reconocimiento Académico
En mayo de 2006, la revista Newsweek clasificó las mejores 1,200 escuelas públicas de Estados Unidos y nombró a La Escuela Secundaria  #22, convirtiéndola en la mejor escuela clasificada en el condado de San Diego y la segunda del estado de California.

## Alumnado y facultad
- Harold "Hobbs" Adams, Entrenador de Fútbol Americano.
- Joe Alson, Bádminton (12 veces Campeón de la NCAA).
- Earle Brucker, Exjugador de las Grandes Ligas de Béisbol.
- Eileen Rose Busby, Autor.
- Marc Davis, Atleta olímpico.
- Deron Johnson, Exjugador de las Grandes Ligas de Béisbol.
- Jacque Jones, Jugador de las Grandes Ligas de Béisbol.
- Mebrahtom Keflezighi, Medallista olímpico de plata.
- Kamal Larsuel formerly Kamal Anthony, Autor y crítico.
- Art Linkletter, Conductor de televisión.
- Wayne McAllister, Arquitecto.
- William Miller, Medallista olímpico de oro, Ex Campeón de Récord Mundial (gimnasia).
- Richard H. Morefield, Rehén durante la crisis de rehenes en Irán.
- Harold Muller Medallista olímpico de plata y miembro del College Football y del muro de la fama.
- Stephen Neal, Jugador de la Liga Nacional de Fútbol.
- Graig Nettles, Exjugador de las Grandes Ligas de Béisbol.
- Gregory Peck, actor.
- Clarence Nibs Price, Entrenador de fútbol universitario.
- Sol Price, empresario.
- Art Powell, Exjugador de la Liga Nacional de Fútbol.
- Charlie Powell, Exjugador de la Liga Nacional de Fútbol, Boxeador.
- Seraphim (Eugene) Rose, Sacerdote, autor, Beato.
- Russ Saunders,  Ejecutivo de Warner Brothers.
- Thomas Schelling, Ganador del Premio Nobel en Economía.
- Ambrose Schindler, Jugador de Fútbol Universitario, Tazón Rose y de la escuela ALL STARS MVP.
- Kate Sessions, Horticulturalista, Botánico.
- Albert "Pesky" Sprott, Atleta olímpico, Jugador de Fútbol Universitario.
- Cotton Warburton, Editor de película, Actor y miembro del College Football, miembro del denominado "muro de la fama".